# کریستینا موزر
کریستینا موزر (آلمانی: Christina Moser؛ زادهٔ ۲۳ سپتامبر ۱۹۶۰) بازیکن هاکی روی چمن اهل آلمان است.